# キヤノン EOS 650

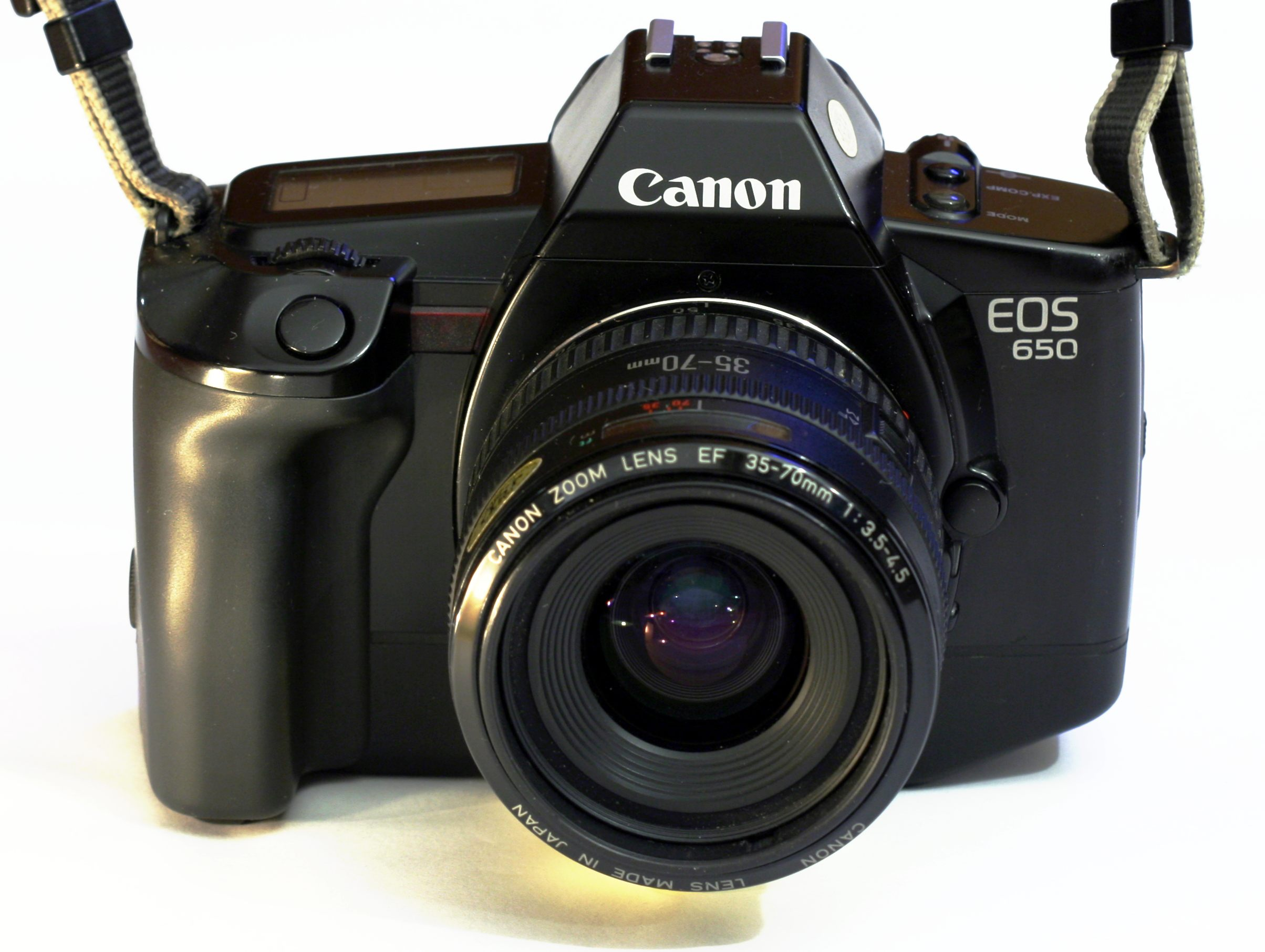
キヤノン EOS 650

キヤノン EOS 650（キヤノン イオス 650）は、1987年3月1日に発売されたキヤノンの35mmオートフォーカス (AF) 一眼レフカメラ。深度優先AEを初めて搭載したことで知られる。キヤノン EOSシリーズの記念すべき第1号機である。
本項では、EOS 650をベースに作られたEOS 620、EOS 630QD、EOS RTについても扱う。

## 概要
カメラ - レンズ間の機械的接点を廃し、全て電気接点を介して行う「完全電子マウント」などといった本機の基礎技術の研究開発は1981年から行われていた。しかし、その4年後の1985年2月20日、世界初の本格的AF一眼レフカメラ「ミノルタ α-7000」が発売され、キヤノンも含む他社のシェアは急落した（αショック）。
これを受けて、同年3月31日、キヤノンは緊急ミーティングを開催し、完全電子マウントを採用した新システムが提案され、さらにこれを採用した製品（＝本機）をキヤノン創立50周年に当たる1987年3月1日に発売すると発表した。これ以降、製品化に向けての開発が急ピッチで進められ、予定通りに1987年3月1日に発売された。
AFセンサーには、かつて実験的AF一眼レフT80に搭載されていたCCDセンサーによるコントラスト検出方式を止め、新たに開発したBASIS（ベイシス：Base Stored Image Sensor）と呼ばれる高感度CMOS測距センサーを採用、そのAFの正確さが高く評価され、同年のカメラグランプリを受賞している。
テレビCMのイメージキャラクターは女性写真家のビクトリア・ブリナーであった。

## 主な仕様
- 形式：フォーカルプレーンシャッター式35mm一眼レフレックスAF･AEカメラ
- マウント：キヤノンEFマウント
- ファインダー
  - 形式：ペンタ固定アイレベル式
  - 視野率：94%
  - 倍率：0.8倍
- 測光方式：複合型SPC素子使用、TTL開放測光
- 露出制御方式：プログラムAE、シャッター優先AE、絞り優先AE、深度優先AE、定点連動マニュアル
- 感度：ISO6～6400
- 露出補正：1/2ステップ、±5段
- フォーカス：オート、BASIS : TTL位相差検出方式（ズレ検出）
- シャッター
  - 形式：縦走りフォーカルプレーン式
  - シャッター速度：1/2000～30秒（1/2段ステップ）、バルブ、X=1/125秒
- フラッシュ
  - 対応フラッシュ：EOS用スピードライト（現行EXシリーズ使用可）
- 電源：リチウム電池 2CR5
- 大きさ・重量（幅×高さ×奥行き）：148×108×68mm、660g

## EOS 650をベースに作られた姉妹機種

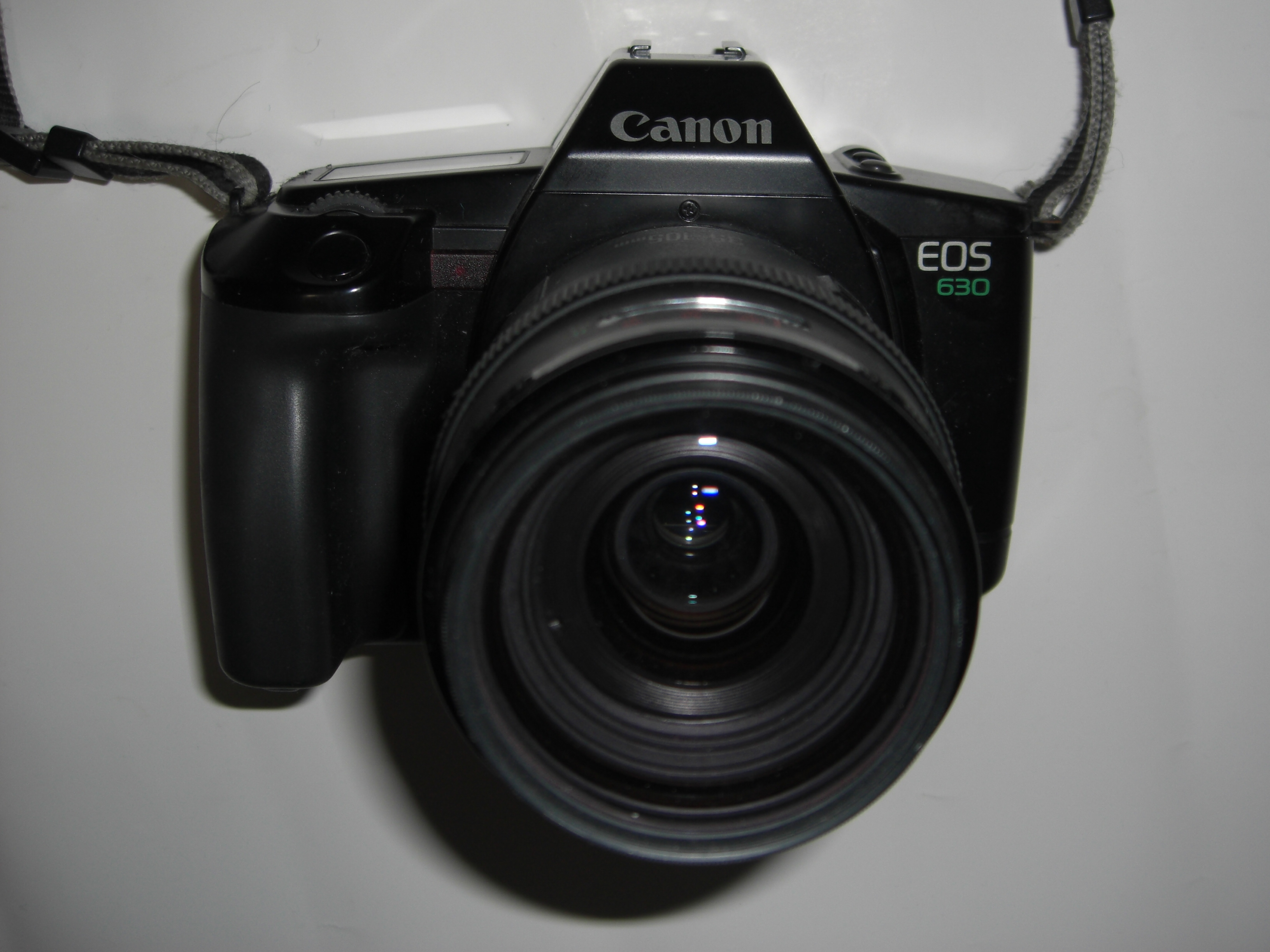
キヤノン EOS 630

- EOS 620 (1987年5月) - ハイアマチュアやプロカメラマンをターゲットに、EOS 650をベースとしてスペックアップを図った機種。シフト付プログラムAE・オートブラケティング・カメラ用としては世界初の有機EL照明付き液晶パネルを搭載。9回までの多重露出機構も追加された。シャッター速度は最高1/4000秒、X=1/250秒にアップした。
- EOS 630QD (1989年4月) - EOS 620の後継となる高級機。中央部分測光を搭載、ワンショットAF時では最高約5コマ／秒のフィルム給送速度を誇っていた。これは、1998年にミノルタがα-9を発売するまで、後に発売されるEOS10QD・EOS5QDと並んでカメラ単体の連写速度としては世界一のものであった(ライカ判AF一眼レフカメラにおいて・モータードライブ一体型機を除く)。EOS 620と同様にシフト付プログラムAE・オートブラケティング・有機EL照明付き液晶パネルを装備しているが、シャッターはEOS 650と同じ最高1/2000秒 X=1/125秒のものが採用された。EOS620では省略されていたクオーツデートも搭載された。ブラックとグレーシルバーの2色のカラーバリエーションがある。
- EOS RT (1989年10月) - プロカメラマン向けに、AFカメラ特有のシャッタータイムラグを可能な限り減少させることを目的としてEOS 630をベースに開発された。かつてキヤノンが自社初のTTL一眼レフカメラ「ペリックス」に採用していた、半透過型固定ミラーを24年ぶりに採用し（プロ限定の販売であるがnewF-1ハイスピードモーター[1984年]でもペリクルミラーを採用しており、厳密には5年ぶり）、ミラーアップに掛かるロスタイムを完全になくし、レリーズボタン押下により即座に絞り込み・シャッター開とすることで、シャッタータイムラグをマニュアルカメラを遥かに上回る0.008秒に短縮した。あまりに短いタイムラグにユーザーが戸惑うことを想定し、カスタムファンクションでnewF-1と同等の0.04秒にタイムラグを増やす機能を備えている。ペリクルミラー使用のため1/3EVの露光損失があるのはペリックスと同様であるが、ほかの仕様はEOS 630に準じている。

これら3機種は、ほかにも電子ダイヤルがゴム製になっているなどEOS 650とは細かな相違点がある。

## EFマウントの功罪
発売当初、それまでのキヤノン独自大型マウントだったFDマウントとの互換性を一切排除したため、発売当初は旧来のキヤノン一眼レフユーザーから強く批判された。もともとFDマウントは各社独自MF大型マウントの中でもいまひとつ評価が低く、ボディ性能は良いとされるキヤノンにあってプロユースで今一歩ニコンに対抗しきれず市場で足を引っ張る原因になっていたため、AFマウント時代に入って互換性度外視はやむを得ない面があった。しかしこの突然のキヤノンの「裏切り」に対し、現在でもキヤノンやEOSシリーズに批判的な（と言うより、嫌悪感を抱く）ハイアマチュア写真家は少なくない。
その一方で、ニコンやペンタックスなどではなまじMFマウントに適宜必要な機能を追加していった結果、「物理的に嵌められる」だけで実際には使用できなくなるケースが多くなった。特にレンズ絞り機能の追加は世代の違うレンズとボディの互換性を完全に失わせた。これはEOSを生み出すきっかけとなったミノルタ（後、ソニーへ権利売却）αシリーズも同じで、AF・AEの進化とともに機能が追加・変更された結果、ニコンやペンタックスと同じ状況に陥った。
キヤノンだけは全てのレンズでレンズモーターを使用し（ボディ内蔵モーター方式は1990年代に入るやすぐに陳腐化した）、完全電子化だけでなく、（EF-SやEF-Mのような形状そのものに制約がある場合を除き）常に完全上位互換を保つことを意識して設計されたEFマウントを装備するEOSシリーズは、発売から30年を経過した現在でも、最初期のボディと現行のレンズまたはその逆の組み合わせでも、わずかな性能スポイル（プロ・ハイアマチュア層以外ではほとんど意識しないレベル）を甘受するだけでほぼ問題なく扱うことができる。